# Поезд мчится к славе (книга)
«Поезд мчится к славе» — книга, автобиография американского народного певца и композитора Вуди Гатри. В книге описаны детство Вуди, его скитания по родной стране на товарных поездах, и период признания его как певца. Также в книге красочно описаны тяготы работающих на сборе урожая и условия в лагере, в котором жили приехавшие за лучшей жизнью в Калифорнию.

## История
Книга впервые опубликована в 1943 году, затем, после экранизации 1976 года, переиздана с предисловием от Стада Теркела. Книга была завершена супругой Вуди, Марджори, и впервые опубликована издательством E.P. Dutton (англ.) в 1943 году. Книга написана живым и довольно простым языком. Американское издание для библиотекарей Library Journal сетовало на «слишком реалистичное воспроизведение безграмотной речи». Однако американский писатель Клифтон Фадиман на страницах газеты Нью-Йорк Таймс отозвался о книге, отдавая должное её автору: «когда-нибудь люди проснутся и поймут, что Вуди Гатри и десять тысяч песен, соскочивших и излившихся со струн его музыкальной шкатулки являются национальным достоянием, наравне с Йеллоустоном и Йосемити, и входит в то наилучшее, что эта страна должна показать миру.»